# واکنش الکتروسیکلیک

یک واکنش حلقه‌زایی الکتروسیکلی: تبدیل حرارتی هگزاتری‌ان به سیکلوهگزادی‌ان

در شیمی آلی، یک واکنش الکتروسیکلی (به انگلیسی: Electrocyclic reaction) در کنار واکنش‌های حلقه‌زایی یکی از دو زیر مجموعه واکنش‌های بازآرایی پری‌سیکلیک است. درنتیجه انجام یک واکنش الکتروسیکلی، تبدیل یک پیوند پای به یک پیوند سیگما و یا برعکس رخ می‌دهد. این واکنش‌ها به‌طور معمول به این صورت دسته بندی می‌شوند:
- واکنش‌هایی که می‌توانند به‌صورت حرارتی یا نوری انجام شوند.
- واکنش‌هایی که می‌توانند موجب باز شدن یا بسته شدن حلقه شوند.
- بسته به نوع واکنش (حرارتی یا نوری) و تعداد الکترون‌های پای، واکنش می‌تواند از طریق مسیر چرخش هم‌سو/هم‌جهت (Conrotatory) یا چرخش غیرهم‌سو/غیرهم‌جهت (Disrotatory) انجام پذیرد.
- نوع چرخش صورت پذیرفته در حین واکنش، نوع ایزومری سیس یا ترانس محصول نهایی را تعیین می‌کند.

## مثال‌های کلاسیک
بازشدن گرمایی حلقه ۳و۴-دی‌متیل‌سیکلوبوتن یک مثال کلاسیک از واکنش‌های پری‌سیکلیک است. ایزومر سیس ترکیب پیش‌ماده، فقط موجب تولید ایزومر سیس،ترانس-۲و۳-‌دی‌اِن می‌شود درحالی‌که ایزومر ترانس پیش‌ماده، موجب تولید محصول ترانس،ترانس دی‌اِن می‌شود.
سازوکار و علت شکل‌گیری نوع محصولات این واکنش می‌تواند با استفاده از روش اوربیتال مولکولی مرزی توضیح داده شود. پیوند سیگما در مولکول پیش‌ماده به‌صورتی باز می‌شود که اوربیتال‌های پی ایجاد شده، دارای جهت‌گیری همسان با اوربیتال‌های پی موجود در محصول (هگزا‌دی‌اِن) باشند. از بین دو مسیر چرخش هم‌جهت و غیرهم‌جهت، تنها با چرخش هم‌جهت این نوع هم‌پوشانی تشکیل می‌شود و در نتیجه این روش تحلیل توضیح می‌دهد که به‌عنوان مثال چرا برای یک پیش‌ماده سیس، محصول واکنش به‌صورت  ترانس،ترانس دی‌ان است.

## قوانین واکنش‌های الکتروسیکلی
پیش‌بینی نوع محصول واکنش‌های پری‌سیکلیک از موارد قابل اهمیت در شیمی آلی است. برای دست یافتن به این مهم باید ابتدا تعیین شود که مولکول پیش‌ماده کدام یک از مسیرهای چرخشی (هم‌سو یا غیرهم‌سو) را در پیش‌ می‌گیرد. تعیین این موضوع با کمک یک سری از قوانین شناخته شده در شیمی آلی ممکن است که در جدول زیر آورده شده‌اند.
| تعداد الکترون‌های پای (π) | شرایط واکنش | شرایط واکنش |
| تعداد الکترون‌های پای (π) | گرمایی      | نوری        |
| ------------------------ | ----------- | ----------- |
| زوج                      | هم‌سو        | غیر‌هم‌سو     |
| فرد                      | غیر‌هم‌سو     | هم‌سو        |